# Godfried zu Hohenlohe-Langenburg

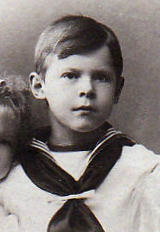
Prins Godfried

Godfried Herman Alfred Paul Maximiliaan Victor zu Hohenlohe-Langenburg (Langenburg, 24 maart 1897 - aldaar, 11 mei 1960) was een prins van Hohenlohe-Langenburg.
Hij was de oudste zoon van vorst Ernst zu Hohenlohe-Langenburg en Alexandra van Saksen-Coburg en Gotha, een kleindochter van de Britse koningin Victoria. Hij trad in 1915 vrijwillig toe tot de Duitse krijgsdienst. Daarna had hij een bescheiden loopbaan in het bankwezen. Vanaf 1933 werkte hij bij de stichting die zijn familiebezittingen beheerde. In 1937 werd hij lid van de NSDAP en hij vocht tijdens de Tweede Wereldoorlog vooral aan het Oostfront. Na de dood van zijn vader in 1950 gold hij als hoofd van de familie.
Hij trad op 20 april 1931 in het huwelijk met Margaretha van Griekenland en Denemarken, oudste dochter van prins Andreas van Griekenland en Alice van Battenberg, en een oudere zuster van de Britse prins-gemaal Philip, hertog van Edinburgh. Bij diens huwelijk met de Britse kroonprinses Elizabeth waren noch hij, noch zijn vrouw uitgenodigd vanwege zijn Naziverleden. Het paar kreeg de volgende kinderen:
- Een dochter (doodgeboren, 3 december 1933)
- Kraft Alexander Ernst Ludwig Georg Emich (25 juni 1935 - 16 maart 2004)
- Beatrix Alice Marie Melita Margarete (10 juni 1936 - 15 november 1997)
- Georg Andreas Heinrich (24 november 1938)
- Rupprecht Sigismund Philipp Ernst (7 april 1944 - 8 april 1978)
- Albrecht Wolfgang Christoph (7 april 1944 - 23 april 1992)

De oudste vier kinderen zijn geboren in Schwäbisch Hall, de jongste twee, een tweeling, in Langenburg.